# Nathan Miller (wielrenner)
Nathan Miller (Santa Rosa, Californië, 31 mei 1985) is een Amerikaans voormalig professioneel wielrenner. Hij reed in het verleden voor onder andere BMC Racing Team, waar hij, hoewel hij een van de jongere renners was, een van de ervaren krachten in het professionele circuit was. Hij wist echter geen wedstrijden op zijn naam te schrijven.

## Overwinningen
2008
- Criterium van Brisbeen

## Grote rondes
Geen